# 聚谷氨酸
聚谷氨酸（英語：Polyglutamic acid，PGA）是一种氨基酸的聚合物，由谷氨酸（GA）的氨基与另一谷氨酸γ-位上的羧基发生酰胺化反应聚合而来，故也称为γ-聚谷氨酸（Poly-γ-glutamic acid，γ-PGA），而通常的肽键则是由氨基与另一氨基酸α-位羧基酰胺化。日本传统食品納豆富含聚谷氨酸，来自细菌发酵。